# Argylle
Pour plus de détails, voir Fiche technique et Distribution.
Argylle est un film d'espionnage américano-britannique réalisé par Matthew Vaughn, sorti en 2024.
Il met en vedette une distribution d'ensemble qui comprend Henry Cavill, Bryce Dallas Howard, Sam Rockwell, Bryan Cranston, Catherine O'Hara, Dua Lipa, Ariana DeBose, John Cena et Samuel L. Jackson.
Projeté au cinéma dans quelques pays avant une diffusion mondiale sur Apple TV+, il reçoit des critiques globalement négatives dans la presse. C'est aussi un échec commercial.

## Synopsis
Elly Conway, une auteure introvertie de livres d'espionnage, est près de finir le cinquième tome des aventures d'Aubrey Argylle, personnage principal des romans éponymes Argylle. Cependant, elle souffre du syndrome de la page blanche pour finir l'ouvrage. Conway part donc en train pour visiter sa mère Ruth et son père Barry. Durant le voyage, des agents l'attaquent mais elle se fait sauver par un espion, Aidan Wylde, qui lui explique qu'une organisation corrompue, «la Division», l'a ciblée puisque ses romans semblent prédire le futur. Aidan l'amène donc en Angleterre, en espérant que le prochain chapitre qu'elle écrira permettra de trouver la « Clé maîtresse », une clé USB dissimulée dans une balle d'argent, qui contient toute l'information nécessaire pour détruire La Division.
Après avoir trouvé un cahier cachant des indices sur l'emplacement de la Clé maîtresse, Conway soupçonne qu'Aidan veut la tuer aussi. Elle appelle donc ses parents pour qu'ils l'aident et voyagent eux-aussi vers Londres. Aidan révèle que les parents de Conway ne sont pas ses vrais parents, mais des membres de la Division. Conway et Aidan s'enfuient en France pour rejoindre l'ancien sous-directeur de la CIA, Alfred "Alfie" Solomon. Conway y découvre que l'univers d'Argylle n'est pas fictif, mais est fortement inspiré de ses souvenirs en tant qu'espionne sous son véritable nom Rachel Kylle (R. Kylle devant Argylle). Elly est donc en fait une agente de la Division qui s'est fait conditionner par Dre Margaret Vogeler (Ruth) et par le Directer Ritter (Barry), il y a 5 ans après d'avoir oublié ses souvenirs suivant une explosion. Elly avait donc extériorisé ses souvenirs enfouis sous la forme de romans, incluant les personnages de Aidan, avec qui elle avait une relation romantique avant son amnésie, sous la forme de l'acolyte musclé d'Argylle, Wyatt, dans ces romans, et de Alfie, sous la forme de son chat dans la vraie vie.
Suivant les indices du cahier, Aidan et Rachel voyage en Arabie, où ils trouvent la Clé maîtresse, mais sont retrouvés par la Division, qui les amène de force vers leur base. Ritter révèle que Rachel était en fait une agent double et l'une des espionnes les plus loyales de la Division. Rachel affirme de se souvenir maintenant de tout son passé et tire près du cœur d'Aidan pour montrer sa loyauté. Elle montre l'emplacement de Alfie à la Division, mais révèle à Ritter et Dre Vogeler qu'elle lui a secrètement envoyé tout le contenu de la Clé, trahissant la Division. Ritter interrompt la transmission de la clé à Alfie, mais est abattu alors que le chat de Rachel lui griffe les yeux
Aidan, qui a survécu à sa blessure qui n'a touché aucun vaisseaux majeurs, retrouve Rachel. Rachel et Aidan réussissent à utiliser un satellite pour terminer d'envoyer le contenu de la Clé à Alfie, mais Dre Vogeler utilise une boîte à musique pour déclencher chez Rachel l'ordre de tuer Aidan. Après que Keira, une ancienne collègue et sœur d'armes des deux espions crue morte dans une précédente mission, dans lequel ces événements, y compris la première, sous la forme d'une version fictive et identique d'elle-même, était mis dans les romans de Rachel, tue Dre Vogeler. Rachel peut finalement finir la transmission des dossiers, avant de faire exploser la base de la Division.
Reprenant son identité d'auteur, Rachel publie le dernier roman de Argylle au côté de Aidan. Durant une lecture publique, le réel Argylle se présente à la surprise de Rachel. Durant la scène de mi-générique, prenant lieu 20 ans plus tôt, le jeune Argylle se révèle être un agent de Kingsman, faisant donc référence au premier tome de Elly Conway, livre sortie avant le film, dans lequel une préquelle basée sur le livre en question fut annoncée qu'elle sortira bientôt.

## Fiche technique
Sauf indication contraire, les informations mentionnées dans cette section peuvent être confirmées par la base de données cinématographiques IMDb,  présente dans la section « Liens externes ».
- Titre original et français : Argylle
- Réalisation : Matthew Vaughn
- Scénario : Jason Fuchs
- Musique : Lorne Balfe
- Décors : Dan Taylor
- Costumes : Stephanie Collie
- Photographie : George Richmond
- Montage : Lee Smith, Tom Harrison-Read et Col Goudie
- Producteurs : Adam Bohling, Jason Fuchs, David Reid et Matthew Vaughn
  - Coproducteurs : Toby Hefferman et Iain Mackenzie
  - Producteurs délégués : Adam Fishbach, Zygi Kamasa, Carlos Pereset Claudia Vaughn
- Sociétés de production : Apple Original Films et Marv Films
- Sociétés de distribution : Universal Pictures (États-Unis et France), Apple TV+ (vidéo à la demande)
- Budget : 200 millions de dollars[1],[2]
- Pays de production :  États-Unis,  Royaume-Uni
- Langue originale : anglais
- Format : couleur
- Genre : espionnage, comédie, action
- Durée : 139 minutes
- Dates de sortie[3] :
  - Royaume-Uni : 24 janvier 2024 (avant-première au Odeon Leicester Square de Londres)
  - France, Québec : 31 janvier 2024 (au cinéma)
  - États-Unis : 2 février 2024 (au cinéma)
- Classification[4] :
  - États-Unis : PG-13
  - France : tous publics

## Distribution
- Henry Cavill (VF : Adrien Antoine ; VQ : Patrick Chouinard) : l'agent Aubrey Argylle
- Bryce Dallas Howard (VF : Barbara Beretta ; VQ : Mélanie Laberge) : Elizabeth « Elly » Conway
- Sam Rockwell (VF : Damien Ferrette ; VQ : Maël Davan-Soulas) : Aidan Wylde
- Bryan Cranston (VF : Stefan Godin ; VQ : Pierre Auger) : le directeur Ritter
- Catherine O'Hara (VF : Nathalie Spitzer ; VQ : Pascale Montreuil) : Ruth Conway
- Dua Lipa (VF : Audrey Sourdive) : LaGrange
- Ariana DeBose (VF : Nahla Attali) : Keira
- John Cena (VF : Xavier Fagnon ; VQ : Louis-Philippe Dandenault) : Wyatt
- Samuel L. Jackson (VF : Thierry Desroses ; VQ : Éric Gaudry) : Alfred « Alfie » Solomon
- Sofia Boutella (VF : Claire Morin) : Saba Al-Badr
- Richard E. Grant (VF : Gérard Darier ; VQ : Guy Nadon) : Fowler
- Rob Delaney (VF : Guillaume Bourboulon) : le directeur-adjoint Powell
- Jing Lusi (en) (VF : Jade Labeste) : Li Na
- Tomas Paredes (VF : Raphaël Cohen) : Carlos
- Stanley Morgan (VF : Mathias Zakhar) : Bakunin
- Ben Daniels : le barman (scène post-générique)
- Louis Partridge (VF : Mathieu Spinosi) : Aubrey Argylle, jeune (scène post-générique)

 Source et légende : version française (VF) sur RS Doublage et selon le carton cinématographique du doublage français.

## Production

### Genèse et développement
En juin 2021, il est annoncé que Matthew Vaughn va réaliser et produire un film intitulé Argylle via sa société Marv Films. Le mois suivant, il est précisé que cette coproduction américano-britannique sera écrite par Jason Fuchs. Il était alors avancé qu'il s'agissait d'une adaptation du roman du même nom d'Elly Conway (en réalité le nom du personnage principal du film), dont la publication était alors prévue pour 2022. Le flou sera ensuite entretenu quant à l'identité réelle d'Elly Conway. Matthew Vaughn se disait très séduit par le manuscrit qu'il avait pu lire avant sa publication :

« Quand j’ai lu une première version du manuscrit, j’ai trouvé qu’il s’agissait de la plus incroyable et originale franchise d’espionnage depuis les livres de Ian Fleming dans les années 50. Cela va réinventer le genre de l’espionnage. »

Avec Argylle, Matthew Vaughn a voulu réaliser un film d'espionnage influencé par l’œuvre d'Alfred Hitchcock notamment La Mort aux trousses ainsi que les films de James Bond. Le scénariste Jason Fuchs déclare quant à lui « J’ai grandi bercé par les romans d’espionnage. Mon père, qui est comme moi un grand fan du genre, m’a fait découvrir des personnages comme James Bond ou Jason Bourne et des écrivains comme John le Carré et Frederick Forsyth. »

### Attribution des rôles
Henry Cavill, Sam Rockwell, Bryce Dallas Howard, Bryan Cranston, Catherine O'Hara, John Cena et Samuel L. Jackson sont annoncés en juillet 2021. La chanteuse britannique Dua Lipa est ensuite annoncée, pour ses débuts au cinéma. Elle participera également à des chansons inédites pour le film,.
En septembre 2021, Ariana DeBose rejoint la distribution.
Le chat Alfie se nomme en réalité Chip et est le chat de l'épouse du réalisateur, Claudia Schiffer. Initialement, un chat dressé avait été choisi mais il était très couteux et peu coopératif.

### Tournage
Le tournage débute à Londres en août 2021,,. La production utilise divers studios des environs, dans le district d'Ealing et à Park Royal, ainsi qu'à Bovingdon dans le Hertfordshire. Quelques plans sont prévus en Grèce et aux États-Unis.
Une séquence de la fuite en voiture de Londres vers la France est tournée sur la D31 à Chasselas (Saône-et-Loire, Bourgogne), au cœur d'un paysage de vignobles.

## Bande originale
En plus des compositions originales de Lorne Balfe, le film contient des chansons non originales comme Now and Then des Beatles, un titre inédit dévoilé fin 2023 et dont Matthew Vaughn avait acheté les droits pour son film bien avant sa sortie.
- Now and Then des Beatles
- You're the First, the Last, My Everything de Barry White
- Electric Energy de Boy George, Ariana DeBose & Nile Rodgers

## Sortie et accueil

### Date de sortie et promotion
En aout 2021, il est annoncé que le film sera distribué par Apple TV+, pour un contrat estimé à 200 millions de dollars. En juin 2023, il est finalement précisé que le film sortira début 2024, d'abord en salles, distribué par Universal Pictures, avant sa diffusion Apple TV+ à une date non déterminée.
Une première bande-annonce teaser est dévoilée le 26 septembre 2023.

### Critique
Le film reçoit des critiques globalement négatives dans la presse. Sur le site d'agrégation de critiques Rotten Tomatoes, le film n'obtient que 34% d'avis favorables, pour 198 critiques et une note moyenne de 5⁄10. Le consensus suivant résumé les avis collectés : « Argylle tire un certain profit de sa version idiote et énergique du thriller d'espionnage, mais finit par épuiser son accueil avec une intrigue alambiquée et une durée d'exécution trop longue. » Sur le site Metacritic, qui utilise une moyenne pondérée, le film obtient la note de 36⁄100 pour 52 critiques.
En France, le site Allociné propose une note moyenne de 2,2⁄5 basée sur 21 titres de presse. Du côté des avis positifs, Xavier Bonnet de Rolling Stone écrit notamment « Courses-poursuites, ralentis exacerbés, explosions en tous sens, bourre-pifs généreux, Argylle frise souvent le n’importe quoi, mais c’est précisément ce qui en fait la sève, à déguster tel un plaisir coupable… Dont on se refuserait à avoir honte la moindre seconde ! » Dans Télé-Loisirs, Corentin Marouby écrit que « Matthew Vaughn signe un pur divertissement avec cette comédie d'espionnage frénétique, émaillée d'excitantes séquences d'action. » Dans CinemaTeaser, Aurélien Allin parle d'un « spectacle [...] plutôt efficace et souvent amusant à suivre » malgré des problèmes esthétiques.
Du côtés avis négatifs dans la presse française, Marie Sauvion de Télérama se demande « Après quoi courent vraiment [les personnages], hormis une inévitable clé USB ? » et revoit des éléments « qui pioche un peu dans Le Magnifique et beaucoup dans ses Kingsman successifs, pour secouer des acteurs, des effets spéciaux, les Beatles et des tonnes de renversements de situation dans un shaker à 200 millions de dollars. » Dans Libération, Marius Chapuis décrit le film comme une « épuisante parodie de thriller où une autrice à succès se retrouve embarquée dans un complot par son héros, le dernier film de Matthew Vaughn côtoie des sommets de vide. » La critique du Point souligne des performances d'acteurs « dénuées d'éclat » ainsi qu'un film « d'une spectaculaire laideur [qui] illustre à son tour l'impuissance de Hollywood à retrouver ce qui faisait jadis l'épice des grands blockbusters d'action des années 1980/1990. » Dans Le Parisien, Renaud Baronian écrit notamment « Ce mauvais plagiat – peut-être involontaire, mais qu’importe ! – du Magnifique (1973) avec notre Bébel national ne se voit pas vraiment rattrapé par les prestations plutôt ratées de la plupart de ses comédiens : quelle déception ! » Pour Le Monde, « Matthew Vaughn semble ne pas concevoir la fiction autrement que comme un grand parc d’attractions où s’enchaînent à un rythme exténuant retournements pétaradants, métarécit mal fichu et grandes scènes d’action moches. Autant de contorsions qui débouchent sur la seule chose que nous inspire son cinéma et qu’il voulait pourtant éviter : l’ennui. » Nicolas Schaller de L'Obs parle quant à lui d'un long métrage « tape-à-l’œil, vulgaire et sans fin ».

### Box-office
Aux Etats-Unis et au Canada, Argylle doit — selon les prévisions — réaliser entre 15 et 20 millions pour 3 605 copies pour son week-end d'ouverture. Le film fait 6,4 millions le premier jour (dont 1,7 des avant-premières de la veille). Le film fait ses débuts avec 17,5 millions de dollars, prenant ainsi la tête du box-office, bien que The Hollywood Reporter remarque que « si les studios traditionnels d'Hollywood sortaient un film de 200 millions de dollars avec des résultats comme ceux-ci, ils seraient embrochés » et se questionne sur la pérennité pour Apple de continuer à sortir des films de 200 millions de dollars sans de meilleurs retours au box-office,. Pour son second week-end d'exploitation nord-américaine, la fréquentation chute de 63% avec 6,5 millions, tout en demeurant à la tête du box-office lors d'un week-end présenté comme « moribond ». Variety qualifié ses deux premières semaines comme des résultats « lamentables ». Il ne réalise que 4,7 millions de dollars pour son troisième week-end, finissant troisième derrière les nouveautés de la semaine Bob Marley: One Love et Madame Web.
Finalement, Argylle enregistre plus de 45 millions de dollars au box-office nord-américain, 50,9 millions dans le reste du monde, pour un total mondial de 96,1 millions. Variety note alors que pour une sortie d'un studio traditionnel, le film devrait rapporter environ 500 millions de dollars dans le monde entier pour atteindre son seuil de rentabilité. Il est considéré comme un échec commercial.
| Pays ou région     | Box-office      | Date d'arrêt du box-office | Nombre de semaines |
| ------------------ | --------------- | -------------------------- | ------------------ |
| France             | 463 885 entrées | -                          | -                  |
| États-Unis, Canada | 45 207 275 $    | 21 mars 2024               | 7                  |
| Total mondial      | 96 221 061 $    | -                          | -                  |

## Projet de suites
Avant même sa sortie, Argylle est annoncé comme le premier volet d'une trilogie.
En octobre 2023, Matthew Vaughn confirme son envie de faire d'autres films et déclare que le deuxième film serait basé sur le premier roman de la série Argylle, explorant les origines d'Argylle et ses débuts d'espion. Il ajoute que le 3e film pourrait s'inspirer des autres ouvrages de la série littéraire.
Toujours en octobre 2023, Matthew Vaughn annonce qu'il travaille sur un projet d'univers partagé d'espionnage via sa société, Marv Films. Il explique vouloir y inclure la saga Kingsman, les films Argylle avec une troisième franchise dont le nom n'est pas révélé. Le cinéaste révèle que le point culminant sera un futur crossover. Le lien entre Argylle et Kingsman se fait ici via la scène post-générique.

## Roman et véritable identité d'Elly Conway
Avant la sortie du film, un roman éponyme Argylle, écrit par une certaine Elly Conway, est publié. Il raconte l'histoire des origines de l'agent Argylle, référencé dans le film comme étant le premier tome d'une série de 5 livres d'espionnage.
Dès septembre 2022, des doutes sont émis sur l'existence d'une écrivaine de ce nom. The Hollywood Reporter publie un article sur le sujet et précisant avoir tenté de la joindre ainsi que son publiciste ou son agent, sans succès. La bande-annonce du film révèle finalement qu'Elly Conway est la protagoniste principale du film. Sur les réseaux sociaux, certains internautes pensent qu'Elly Conway serait le nom de plume de la chanteuse Taylor Swift, notamment en raison du choix d'un chat Scottish Fold. Le réalisateur Matthew Vaughn dément cette théorie mais révèle que la chanteuse l'a cependant inspiré pour choisir la race du chat d'Elly,,. Bryce Dallas Howard, qui interprète Elly Conway dans le film, estime quant à elle s'être — inconsciemment inspirée — de Swift.
En février 2024, Terry Hayes et Tammy Cohen révèlent être les véritables auteurs du roman. L'ouvrage sort le 9 janvier 2024.